# Vera Institute of Justice
O Vera Institute of Justice é uma organização não-governamental de pesquisa em justiça criminal, localizada em Nova York.Foi fundado em 1961, pelos filantropos Louis Schweitzer e Herb Sturz.

## Fundação e apoio
Em 1966, o Vera Institute of Justice recebeu apoio da Ford Foundation para se transformar de fundação em organização sem fins lucrativos.  O Instituto está vinculado a um grupo internacional de justiça criminal denominado Altus. Um dos patrocinadores deste grupo é o bilionário George Soros. Em 2007, o Vera Institute esteve entre as mais de 530 instituições de Nova York ligadas às artes e serviço social que receberam parte de uma doação de US$ 20 milhões concedida pela Carnegie Corporation, a qual foi disponibilizada através do prefeito de Nova York, Michael Bloomberg.